# Diuna (film 2021)
Diuna (ang. Dune) – amerykańsko-kanadyjski film fantastycznonaukowy z 2021 roku w reżyserii Denisa Villeneuve’a, zrealizowany na podstawie powieści Franka Herberta o tym samym tytule, adaptujący jej pierwszą połowę; zdobył sześć Oscarów.
Film zadebiutował 3 września 2021 w ramach 78. MFF w Wenecji. Premiera Diuny w Polsce i USA odbyła się 22 października tego samego roku.
Druga część ekranizacji pojawiła w kinach w USA 1 marca 2024.

## Fabuła
Akcja toczy się w kosmosie w dalekiej przyszłości, w której, zamiast na doskonalenie urządzeń, postawiono na rozwój umysłu (Uniwersum Diuny). Najważniejszą planetą we wszechświecie stała się Arrakis, na której znajdują się złoża przyprawy, zwanej melanżem. Spowalnia ona starzenie i umożliwia jasnowidzenie, potrzebne do uniknięcia niebezpieczeństw podróży międzygwiezdnych. Powstawanie melanżu związane jest z cyklem rozwojowym czerwi pustyni – olbrzymich istot, żyjących w piaskach pustyń Arrakis. Planeta jest uważana za prawie bezludną, lecz żyją tam liczne plemiona Fremenów, tubylców przywykłych do ekstremalnych warunków.
Diuna zostaje przekazana w lenno rodowi Atrydów. Na planetę przybywają książę Leto I Atryda, jego konkubina lady Jessika, syn Paul oraz ich armia. Cesarski dekret okazuje się jednak pułapką. Wkrótce po osiedleniu następuje konfrontacja z rodem Harkonnenów, którzy przez poprzednie 80 lat bezlitośnie eksploatowali planetę. Książę ginie, zaś Jessika i Paul zostają wysłani na pewną śmierć w głąb pustyni. Udaje im się przeżyć, wpadają jednak w ręce Fremenów. Paul w kontakcie z melanżem doznaje wizji przyszłości.

## Obsada
- Timothée Chalamet jako Paul Atryda[1][4]
- Rebecca Ferguson jako Lady Jessica[1][4]
- Oscar Isaac jako książę Leto Atryda[1][4]
- Jason Momoa jako Duncan Idaho[1][4]
- Josh Brolin jako Gurney Halleck[1][4]
- Javier Bardem jako Stilgar[1][4]
- Stellan Skarsgård jako baron Harkonnen[1][4]
- Dave Bautista jako Glossu „Bestia” Rabban[1][4]
- Charlotte Rampling jako matka wielebna Gaius Helena Mohiam[1][4]
- David Dastmalchian jako Piter De Vries[4]
- Zendaya jako Chani[1][4]
- Chang Chen jako dr Yueh[4]
- Stephen McKinley Henderson jako Thufir Hawat[1]
- Sharon Duncan-Brewster jako Liet-Kynes[1]

## Produkcja
Główny okres zdjęciowy trwał od marca do lipca 2019. Zdjęcia do filmu były kręcone na Węgrzech, w Jordanii i Zjednoczonych Emiratach Arabskich oraz w Norwegii (półwysep Stadlandet).

## Muzyka
Do napisania muzyki do filmu został zatrudniony Hans Zimmer, który uprzednio współpracował już z reżyserem przy filmie Blade Runner 2049 (2017).

## Premiera
Premiera Diuny w Stanach Zjednoczonych odbyła się 22 października 2021 roku. Jest tam dystrybuowany hybrydowo, zarówno w kinach i w serwisie HBO Max.
Początkowo amerykańska premiera była planowana na 20 listopada 2020, lecz ze względu na pandemię COVID-19 została przeniesiona, najpierw na 18 grudnia 2020, a potem na początek października kolejnego roku. Później została opóźniona jeszcze o trzy tygodnie.
W Polsce film miał zadebiutować 17 września tego samego roku, ale jego premiera została przesunięta na 15 października, a ostatecznie pojawił się jeszcze o tydzień później.

## Odbiór

### Box office
Film przyniósł ponad 108 milionów dolarów przychodu z biletów w USA i Kanadzie oraz równowartość blisko 294 milionów w pozostałych krajach; w sumie 402 mln USD.

### Reakcja krytyków
Film spotkał się z pozytywną reakcją krytyków. W agregatorze recenzji Rotten Tomatoes 83% z 497 recenzji uznano za pozytywne, a średnia ocen wystawionych na ich podstawie wyniosła 7,60 na 10. Z kolei w agregatorze Metacritic średnia ważona ocen z 68 recenzji wyniosła 74 na 100.

### Nagrody
Na 94. ceremonii wręczenia Oscarów film otrzymał nagrodę w sześciu kategoriach: najlepsze zdjęcia, najlepsze efekty specjalne, najlepsza muzyka oryginalna, najlepszy montaż, najlepsza scenografia, najlepszy dźwięk. Ponadto film był również nominowany do tej nagrody w czterech innych kategoriach: najlepszy film, najlepsze kostiumy, najlepsza charakteryzacja i najlepszy scenariusz adaptowany.

## Kontynuacja i spin-off
Villeneuve zgodził się reżyserować adaptację powieści pod warunkiem, że ze względu na złożoność świata przedstawionego, będzie ona dwuczęściowa, podobnie jak wcześniej adaptacja powieści Kinga To. Prócz drugiej części ekranizacji w listopadzie 2024 premierę miał serial produkcji Legendary dla HBO Max, pod tytułem Diuna: Proroctwo, będący prequelem filmu skupiającym się na zgromadzeniu Bene Gesserit.
26 października 2021 potwierdzono, że druga część filmu powstanie, premierę zaplanowano na 20 października 2023. W czerwcu 2022 przesunięto ją na siedemnastego, a w październiku na 3 listopada 2023. W sierpniu 2023 film został przesunięty na 15 marca 2024. W październiku 2023 został przeniesiony na 29 lutego 2024 roku. W międzyczasie do obsady Diuny: Części drugiej dołączyli: Léa Seydoux, Florence Pugh, Christopher Walken i Austin Butler.